# 氰化亚铜
氰化亚铜是一种无机化合物，化学式为CuCN。

## 性质
纯氰化亚铜是一种白色单斜结晶粉末，不溶于水、冷稀酸和乙醇，易溶于氨水、铵盐溶液和浓盐酸，在沸稀盐酸中分解为氯化亚铜和氰化氢。温度高于130°C时自燃。
氰化亚铜和硫代乙酰胺的水溶液反应，得到化合物Cu4(S2O3)2(ta)10·ta。若先将CuCN置于Na2S2O3水溶液中，再和硫代乙酰胺反应，只能得到(CuCN)(ta)。

## 制备
特定方法配制的硫酸铜、亚硫酸钠与碳酸钠溶液发生反应，生成亚硫酸铜和亚硫酸亚铜的复盐糊状沉淀，再与氰化钠和碳酸钠溶液进行反应生成白色氰化亚铜。
{\displaystyle {\rm {\ 6CuSO_{4}+6Na_{2}SO_{3}+2H_{2}O\rightarrow 2CuSO_{3}\cdot Cu_{2}SO_{3}\downarrow }}}{\displaystyle {\rm {\ +6Na_{2}SO_{4}+2H_{2}SO_{4}}}}
{\displaystyle {\rm {\ 2CuSO_{3}\cdot Cu_{2}SO_{3}+6NaCN+H_{2}O\rightarrow 6CuCN\downarrow }}}{\displaystyle {\rm {\ +3Na_{2}SO_{3}+H_{2}SO_{4}}}}

## 毒性
本品有毒 LD₅₀：1265 mg/kg，慢性中毒出现头痛、消瘦、性机能及性欲障碍、贫血、白细胞减少及氰化血红蛋白升高。吞入粉尘引起中毒时，用3％双氧水或0.2％高锰酸钾洗胃，每过15分钟给一汤匙硫酸亚铁和煅镁氧乳液。

## 用途
用于电镀铜及其合金、净化熔融金属和制造防污涂料，用作合成原料、杀虫剂原料，是Sandmeyer反应中的试剂。